# SOAR 망원경

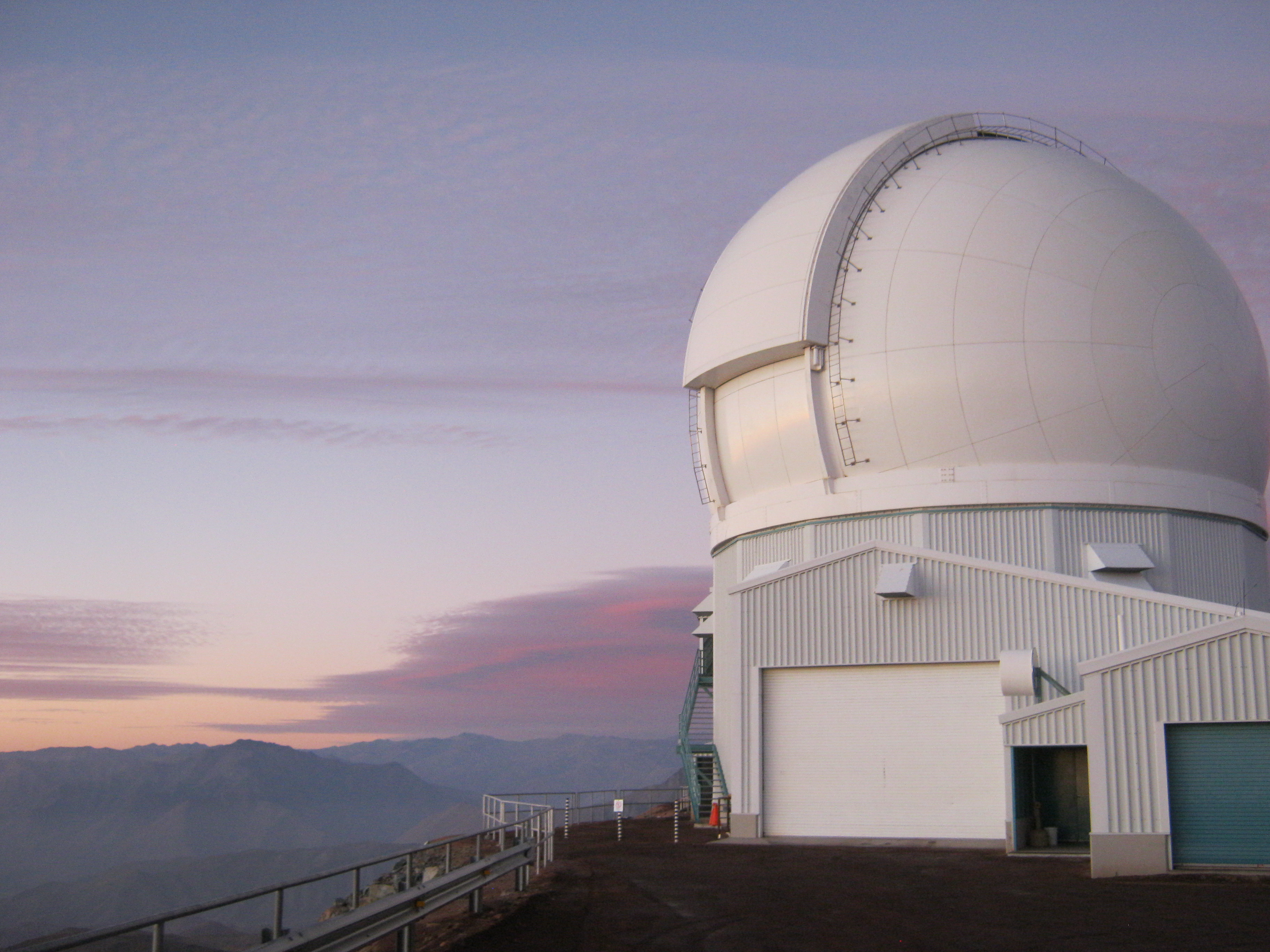
저녁 황혼 무렵에 보이는 SOAR 망원경

SOAR 망원경(Southern Astrophysical Research telescope)은 고도 2,738m(8,983피트)의 칠레 세로 파촌(Cerro Pachón)에 위치한 현대적인 4.1m(13피트) 조리개 광학 및 근적외선 망원경이다. 2003년 취역해 브라질, 칠레 국가, 미시간 주립 대학교, 세로 톨로로 미주 관측소(CTIO)(국립광학천문대(NOAO) 산하), 미국 국립광학천문대(NOAO), 노스캐롤라이나 대학교 채플힐 등이 참여하는 컨소시엄이 운영하고 있다. 파트너는 관찰 시간의 10~30% 범위에서 지분을 보장했다.
이 망원경은 주경과 보조 거울에 능동 광학 장치를 사용하여 500 nm의 파장에서 0.7 아크초의 중간 이미지 품질을 얻는다. 비정상적으로 높은 중량 용량의 나스미스 초점과 2개의 저용량 구부러진 카세그레인 초점에 장착된 여러 장비를 대기 상태로 사용할 수 있다. 45° 3차 거울을 회전시키면 몇 분 안에 전환이 완료된다. 이 거울의 포인팅은 망원경 구조의 바람 흔들림으로 인한 진동으로 인해 이미지가 흐려지는 것을 방지하기 위해 고속으로 조정된다.